# درجة سونبورن-بيرغر

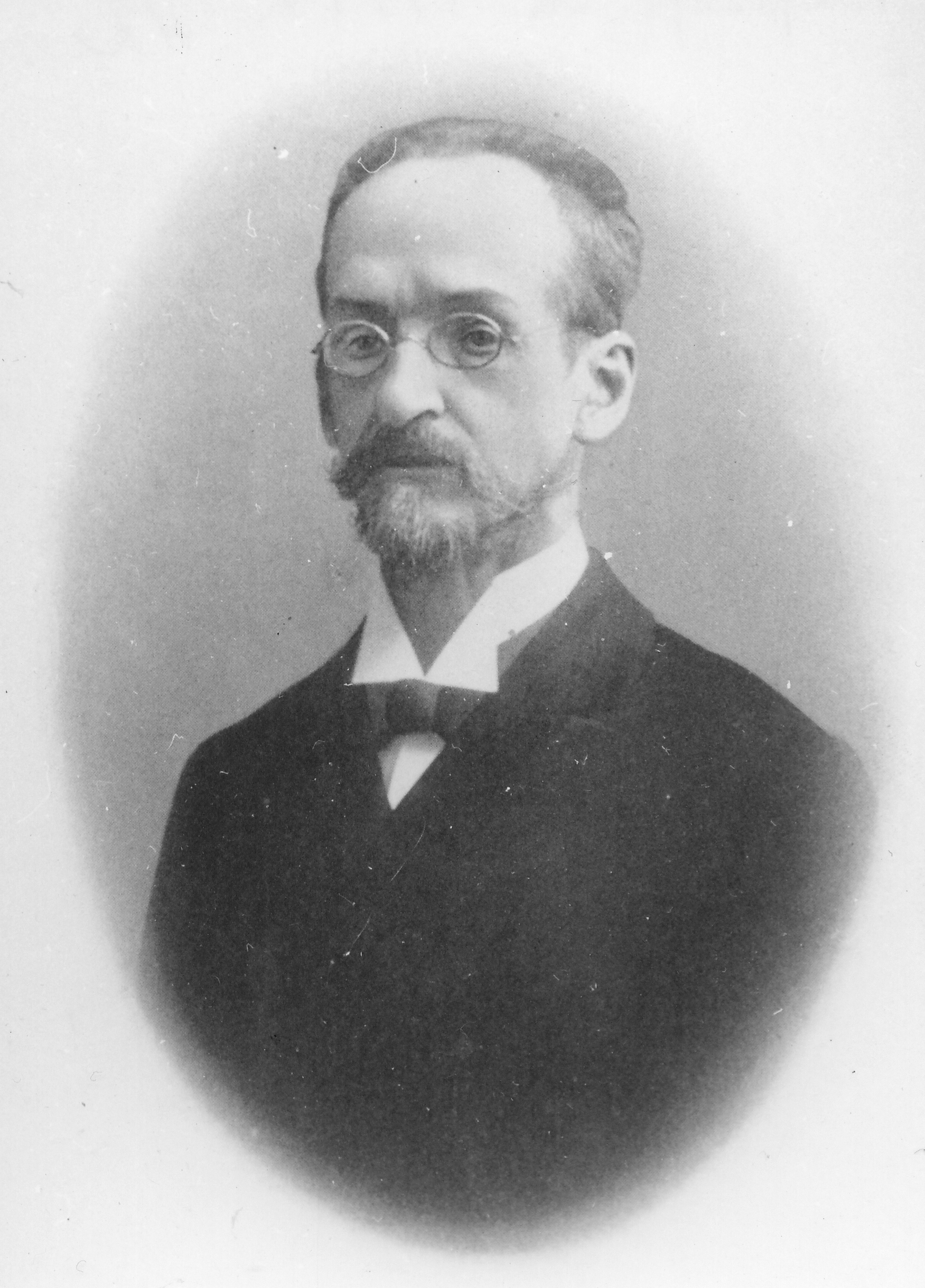
هيرمان نويشتادل - بيرغر (1845-1933)، لاعب شطرنج ومقترح درجة سونبورن-بيرغر

درجة سونبورن-بيرغر وتسمّى أيضاً نتيجة نويشتادل هي نظام تسجيل يستخدم غالباً لكسر التعادل في بطولات الشطرنج، ويتم حسابها عن طريق جمع النتيجة التقليدية لكل خصم مهزوم ونصف النتيجة التقليدية لكل خصم متعادل. سُمّيت نتيجة نويشتادل على اسم هيرمان نويشتادل الذي كان أول من اقترح هذا النظام في مقالة له نُشرت في مجلة الشطرنج الشهرية في عام 1882. وعلى العكس، تُعد تسمية النظام باسم درجة سونبورن-بيرغر من قبيل التسمية الخاطئة حيث كان ويليام سونبورن ويوهان بيرغر في الواقع من أشد منتقدي نظام التسجيل هذا، واقترحا بدلاً منه نظام كسر التعادل الخاص بهم والذي أضاف النتيجة الأولية لكل لاعب، إلا أن ذلك لم يساعد في كسر التعادل، وبالتالي لم يكن شائعاً ولم يُستخدم هذا النظام حتى اليوم.
تتضمن أساليب كسر التعادل الأكثر شيوعاً في بطولات الشطرنج درجة سونبورن-بيرغر، أو نتيجة المواجهة المباشرة، أو نتيجة كوياـ أو تفضيل اللاعب الذي حقق أكبر عدد من الانتصارات (أو الألعاب السوداء). تُعدّ المقارنة بين درجات سونبورن-بيرغر، ومجموع الدرجات في منافسات النظام السويسري التقدمية أمرًا شائعًا.

## نقاط نويشتاتل زونيبورن - برغر
تُحتسب نقاط نويشتاتل زونيبورن - برغر لكل لاعب من لاعبي الشطرنج عن طريق إضافة مجموع الدرجات التقليدية للاعبين الذين هزمهم إلى نصف مجموع الدرجات التقليدية للاعبين الذين تعادلوا ضدهم. يتمثّل الهدف الأساسي من نظام النقاط هذا في أن يحصل اللاعب على مجموع نقاط أكبر في حالة الفوز أو التعادل مع لاعب في مرتبة تصنيفية عالية من مجموع النقاط التي يحصل عليها في حال الفوز أو التعادل مع لاعب يحتل مرتبة تصنيفية متدنية في البطولة.
حين يتساوى اللاعبون في نقاط نويشتاتل زونيبورن - برغر قد تكون هناك حاجة إلى وسائل أخرى لكسر التعادل تتضمن عدداً من الأساليب الشائعة مثل النظر في النتيجة في المباريات التي جرت بين اللاعبين المتعادلين، أو تفضيل اللاعب الذي حقق أكبر عدد من الانتصارات. لا تستخدم بعض البطولات نظام نقاط نويشتاتل زونيبورن - برغر لكسر التعادل على الإطلاق، ففي بطولة لايناريز على سبيل المثال تكون الأفضلية للاعب الذي حقق أكبر عدد من الانتصارات، والبعض الآخر لا يستخدم طريقة لكسر التعادل على الإطلاق، حيث يتقاسم اللاعبين في حالة التعادل الجوائز المالية للبطولة. وفي البطولات أو المسابقات الوطنية التي تكون بمثابة بطولات تأهيلية لبطولات ومسابقات دولية أو إقليمية أخرى، قد تكون هناك مباراة فاصلة بين اللاعبين المتعادلون.
لا تزال طريقة نقاط نويشتاتل زونيبورن - برغر هي الطريقة الأكثر شيوعًا لكسر حالة التعادل في بطولات دوري الشطرنج، بينما تكون طريقة مقارنة درجات بوخهولتس، ومجموع الدرجات التدريجية أكثر شيوعًا في البطولات ذات النظام السويسري.
نظام النقاط الذي لا يتبع نقاط نويشتاتل زونيبورن - برغر
نظام النقاط الذي لا يتبع نقاط نويشتاتل زونيبورن - برغر هو نظام تسجيل اقترحه كل من ويليام زونبورن، ويوهان برغر لتحسين نتيجة نقاط نويشتاتل زونيبورن - برغر، حيث انتقد زونبورن لنتيجة نقاط نويشتاتل زونيبورن - برغر، واقترح إضافة النتيجة الأولية للاعب، كما أيّد برغر هذا الرأي.
إن إضافة النتيجة الأولية للاعب في حقيقة الأمر لا تفيد عند تصنيف اللاعبين المتعادلين، لذا فقد تلاشى الاقتراح ونادرًا ما يتم استخدامه اليوم، ولكن لا تزال طريقة نقاط نويشتاتل تُعرف باسم نقاط زونيبورن - برغر.